# Orvasca dolichocera
Orvasca dolichocera is een donsvlinder uit de familie van de spinneruilen (Erebidae). De wetenschappelijke naam van de soort is, als Euproctis dolichocera,  gepubliceerd in 1938 door Cyril Leslie Collenette.